# قائمة زملاء الجمعية الملكية المنتخبين في 1940
هذه الصفحة تعرض قائمة زملاء الجمعية الملكية المُنتخبين لعام 1940.

## الزملاء
- جون كادمان
- Andrew Robertson (engineer) [الإنجليزية]‏
- Otto Maass [الإنجليزية]‏
- Frederick Gugenheim Gregory [الإنجليزية]‏
- هارولد دافنبورت [الإنجليزية]‏
- Leonard Frank Spath [الإنجليزية]‏
- Juda Hirsch Quastel [الإنجليزية]‏

## الأعضاء الأجانب
- بيتون روس
- موريس دي بروي
- روس جرانفيل هاريسون